# Pěčkovice
Pěčkovice (německy Peschkowitz) jsou zaniklá vesnice v okrese Karlovy Vary. Nacházela se 1,5 kilometru jihozápadně od Kozlova u Bochova. Vesnice zanikla vysídlením po druhé světové válce.

## Název
Název vesnice je odvozen z osobního jména Pěček ve významu ves lidí Pěčkových. V historických pramenech se název objevuje ve tvarech: de Peszkowicz (1383), de Pieczkowicz (1394), de Peczkowicz (1437), w Peczkowicze, (1551), na vsi Pesskowiczi (1558), Poskowicze (1567) a Peschkowitz (1788, 1847).

## Historie
První písemná zmínka o Pěčkovicích pochází z roku 1383.

## Přírodní poměry
Katastrální území Pěčkovice měří 2,59 km² a nachází se jihozápadně od Bochova. Samotná vesnice stávala asi 1,5 kilometru jihovýchodně od Mirotic a 1,5 kilometru jihozápadně od Kozlova. Oblast je součástí Tepelské vrchoviny, konkrétně jejího podcelku Žlutická vrchovina a okrsku Bochovská vrchovina. Vesnice se nacházela v údolí drobného levostranného přítoku Střely, v nadmořské výšce okolo 610 metrů mezi Pěčkovickým kopcem (668 metrů) na východě a bezejmennou kótou (627 metrů) na jihozápadě.

## Obyvatelstvo
Při sčítání lidu v roce 1921 ve vsi žilo 153 obyvatel (z toho 73 mužů) německé národnosti a římskokatolického vyznání. Podle sčítání lidu z roku 1930 měla vesnice 141 obyvatel: 140 Němců a jednoho cizince. Všichni byli římskými katolíky.
|           | 1869 | 1880 | 1890 | 1900 | 1910 | 1921 | 1930 |
| --------- | ---- | ---- | ---- | ---- | ---- | ---- | ---- |
| Obyvatelé | 168  | 164  | 164  | 169  | 151  | 153  | 141  |
| Domy      | 30   | 33   | 33   | 30   | 28   | 27   | 27   |

## Obecní správa a politika
Při sčítání lidu v roce 1869 byla vesnice osadou obce Kojšovice. Pří následujících sčítáních byly Pěčkovice obcí v okrese Karlovy Vary a v letech 1900–1930 v okrese Teplá. Roku 1950 byly osadou obce Kozlov v okrese Toužim a v následujících letech Pěčkovice jako část obce zanikly. Jejich katastrální území se stalo součástí Bochova.

## Pamětihodnosti
Ve vsi stávala kaple, která v devatenáctém století nahradila starou dřevěnou kapli u rozcestí v blízkosti tehdejší usedlosti čp. 6. Prostá bezslohová stavba měla půdorys s rozměry 2,5 × 4,12 metru a k jejímu zařízení patřily pozdně gotické dřevěné reliéfní obrazy a barokní vyřezávané plastiky z původní kaple. Kaple byla zbořena v padesátých letech dvacátého století.